# Lijst van oorlogsmonumenten in Woerden
De Nederlandse gemeente Woerden heeft 8 oorlogsmonumenten. Hieronder een overzicht.
| Nr.  | Object                                        | Herdachte groep | Ontwerper                                                   | Onthulling       | Type            | Locatie                       | Plaats   | Coördinaten                  | Foto                                          |
| ---- | --------------------------------------------- | --- | ----------------------------------------------------------- | ---------------- | --------------- | ----------------------------- | -------- | ---------------------------- | --------------------------------------------- |
| 1868 | Oorlogsmonument                               | algemeen, burgerslachtoffers | A.N. van Donkelaar                                          |                  | zuil            | Meeuwenlaan, 3443 BA          | Woerden  | 52° 5' 24" NB, 4° 52' 57" OL | Oorlogsmonument                               |
| 1897 | Gedenkraam in het gemeentehuis                | overig | H. Liefkes                                                  |                  | glas-in-lood    | Burg. Breenplantsoen, 3471 CK | Kamerik  | 52° 6' 42" NB, 4° 53' 48" OL | Gedenkraam in het gemeentehuis                |
| 2384 | Monument voor Woerdense Oorlogsslachtoffers   | militairen in dienst van het Ned. Kon. na 1945, militairen in dienst van het Ned. Kon. 1940-1945, burgerslachtoffers, vervolgden Nederland, verzet Nederland | Ineke Smienk                                                | 4 mei 2005       | zuil            | Meeuwenlaan, 3443 BA          | Woerden  | 52° 5' 32" NB, 4° 52' 53" OL | Meer afbeeldingen                             |
| 2693 | Drukkers in verzet                            | verzet Nederland | Taeke de Jong (1948)                                        | 4 mei 1996       | beeld/sculptuur | Kerkplein, 3441 BG            | Woerden  | 52° 5' 9" NB, 4° 53' 1" OL   | Drukkers in verzet                            |
| 2760 | Joods monument                                | vervolgden Nederland, verzet Nederland | Ingrid Mol                                                  | 1 september 2002 | beeld/sculptuur | Prins Bernhardlaan, 3441 XG   | Woerden  | 52° 5' 1" NB, 4° 53' 4" OL   | Meer afbeeldingen                             |
| 3144 | Plaquette in het NS-station                   | burgerslachtoffers | Ir. H.G.J. Schelling (ontwerp), H.J. Winkelman (uitvoering) |                  | plaquette       | 3445 AD, Station              | Woerden  | 52° 6' 6" NB, 4° 55' 49" OL  | Plaquette in het NS-station                   |
| 3821 | Monument voor Cor van Bemmel                  | | Ineke Smienk                                                | 4 mei 2015       |                 | 3481 XT                       | Harmelen | 52° 5' 29" NB, 4° 57' 51" OL | Monument voor Cor van Bemmel                  |
| 3831 | Oorlogsmonument Zegveld                       | Burgerslachtoffers | Amke Homan                                                  | 24 april 1985    |                 | Middenweg bij 9               | Zegveld  | 52° 6' 58" NB, 4° 50' 9" OL  | Oorlogsmonument Zegveld                       |
|      | Plaquette voor vijf gesneuvelde Zegvelders    | Burgerslachtoffers |                                                             | 5 mei 2022       |                 | Middenweg bij 9               | Zegveld  | 52° 6' 58" NB, 4° 50' 9" OL  |                                               |
| 3893 | vliegtuigcrash met een B-17, 21 februari 1944 | acht Amerikaanse bemanningsleden waaronder boordschutters | Wout Verwei                                                 | 8 oktober 2015   |                 | Hazekade bij 2                | Zegveld  | 52° 6' 37" NB, 4° 49' 8" OL  | vliegtuigcrash met een B-17, 21 februari 1944 |
|      | Stolpersteine                                 | vervolgden Nederland | Gunter Demnig                                               |                  | plaquette       | Zie Stolpersteine in Woerden  | Woerden  |                              | Meer afbeeldingen                             |

Amersfoort ·
Baarn ·
Bunnik ·
Bunschoten ·
De Bilt ·
De Ronde Venen ·
Eemnes ·
Houten ·
IJsselstein ·
Leusden ·
Lopik ·
Montfoort ·
Nieuwegein ·
Oudewater ·
Renswoude ·
Rhenen ·
Soest ·
Stichtse Vecht ·
Utrecht ·
Utrechtse Heuvelrug ·
Veenendaal ·
Vijfheerenlanden ·
Wijk bij Duurstede ·
Woerden ·
Woudenberg ·
Zeist